# José Marvá y Mayer
José Marvá y Mayer (Alicante, 1846-Madrid, 1937) fue un ingeniero y militar español, fundador de la Inspección de Trabajo en España.

## Biografía

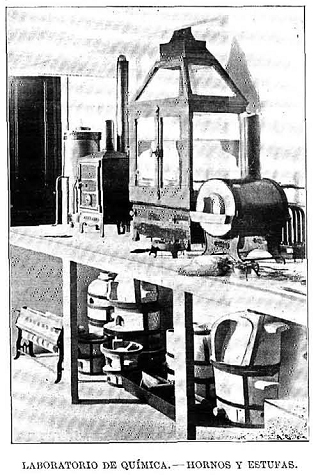
Instalaciones del Laboratorio de Material de Ingenieros

Nacido en Alicante el 8 de enero de 1846, fue un ingeniero y militar español. Fue fundador del Laboratorio de Material de Ingenieros, una importante institución en el desarrollo industrial del país, que presidió durante una década, desde su fundación en 1897 hasta 1907. En 1904 ingresó como académico de número en la Real Academia de Ciencias Exactas, Físicas y Naturales. También trabajó en el Instituto Nacional de Previsión, del que sería presidente. Falleció en Madrid el 15 de agosto de 1937.